# Hodjavend
Hodjavend (azeră Xocavənd, Martuni (armeană Մարտունի)) este un oraș din Azerbaidjan.